# Zaak-Menten

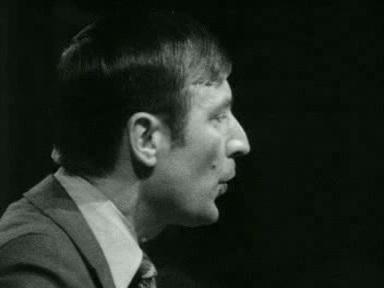
Van Agt in 1977

De zaak-Menten was een Nederlandse politieke affaire uit 1976 naar aanleiding van de mislukte arrestatie van de Blaricumse miljonair en veroordeelde oorlogsmisdadiger Pieter Menten. Bij deze affaire kreeg minister van Justitie Dries van Agt, van het rooms-rode kabinet-Den Uyl veel kritiek, waardoor de relatie tussen PvdA en het toekomstige CDA veel schade opliep.

## Pieter Menten

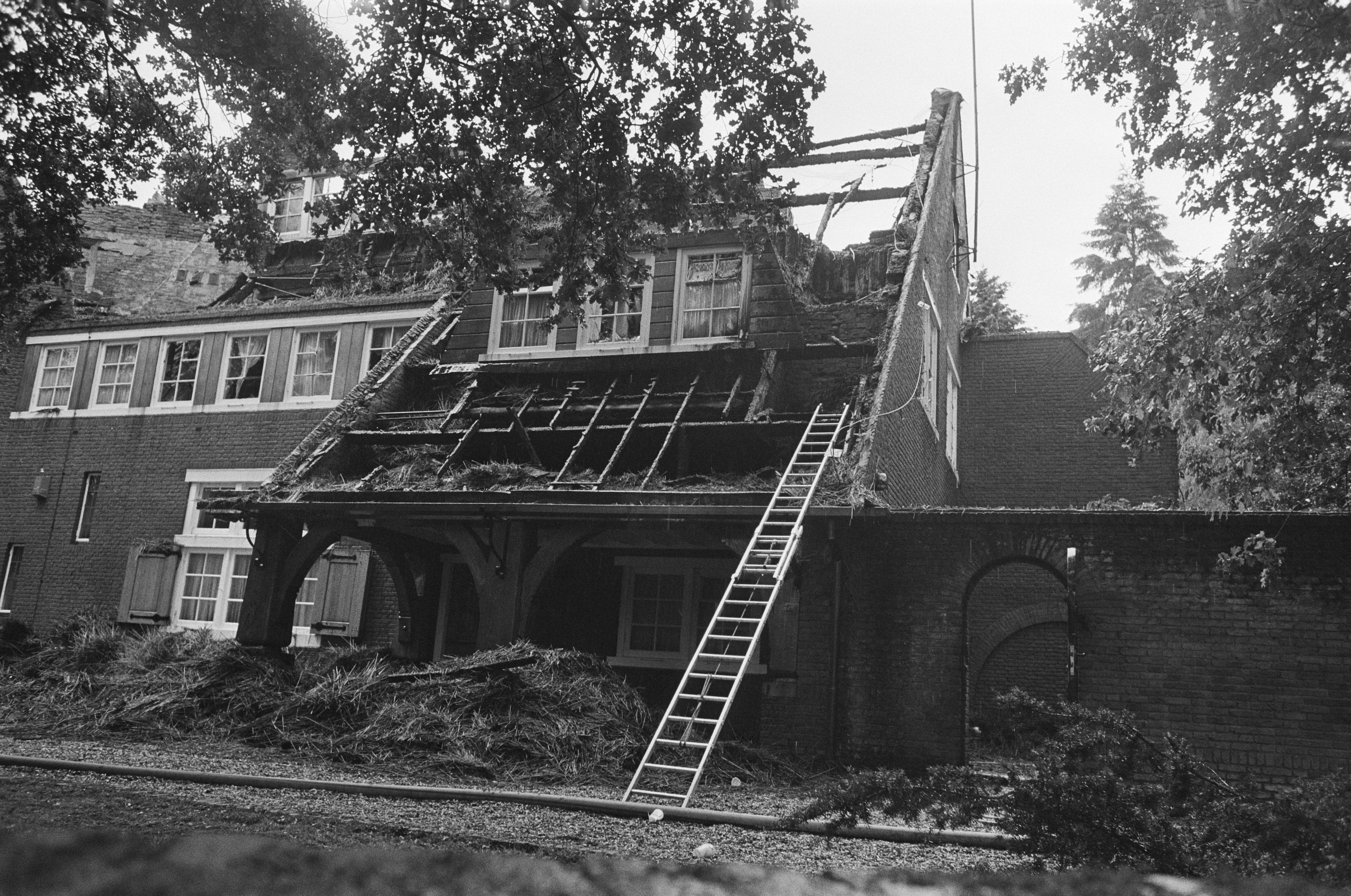
Villa van Menten in Blaricum deels door brand verwoest op 18 juli 1977. De brand bleek te zijn aangestoken.

Menten had zich in 1941 in Polen als SS'er aan ernstige oorlogsmisdaden schuldig gemaakt. Na de Tweede Wereldoorlog zouden verschillende kabinetten hem de hand boven het hoofd hebben gehouden, maar het bleef bij een beperkte veroordeling. In juli 1976 kwam Menten in opspraak toen hij kunstwerken wilde laten veilen. Het zou daarbij om roofkunst gaan. Daarop werd het oorlogsverleden van Menten aan het licht gebracht door een Israëlische journalist en vervolgens door Hans Knoop, redacteur van het weekblad Accent, en het televisieprogramma TROS Aktua.
Op 15 november 1976 ontstond deining in de Nederlandse politiek en in de hele samenleving toen Menten verdwenen bleek te zijn, juist één dag vóórdat de rijksrecherche hem had willen arresteren. Dankzij het speurwerk van Hans Knoop werd Menten op 6 december van dat jaar alsnog gearresteerd in een hotel in Uster bij Zürich.

## De zaak-Menten in de politiek
De affaire bracht verantwoordelijk minister van Justitie Dries van Agt in ernstige problemen, maar de Tweede Kamer zou hem uiteindelijk niet tot aftreden dwingen. Er vonden twee debatten plaats over de affaire.

### Eerste debat
Op 17 november 1976 vond in de Tweede Kamer het eerste debat over Menten plaats. Aanleiding was dat Menten enkele dagen eerder vlak voor zijn voorgenomen arrestatie gevlucht was. Menten leek oorspronkelijk onvindbaar te zijn, maar bleek te verblijven in een klooster in Roemenië. Na zijn terugkomst lagen er kamervragen hoe de vlucht van Menten mogelijk was. Van Agt had geen goede antwoorden op de gestelde vragen en wierp de verantwoordelijkheid van zich af. Hij wees daarentegen naar het OM, dat volgens hem tekort was geschoten en ernstige fouten had gemaakt. Aan het eind van het debat was de Tweede Kamer zo ontevreden over de minister dat men besloot de vergadering een uur te schorsen, zodat de minister de gevraagde informatie kon verzamelen. In de pers was in de loop van de dag namelijk gemeld dat vanuit het ministerie van Justitie werd verzekerd dat Van Agt wel op de hoogte was van de voorgenomen arrestatie. Aan het eind van het debat krijgt Van Agt forse kritiek van D66, VVD, PvdA en CPN. Hij zegt toe onderzoek te laten doen naar verschillende aspecten van de zaken rondom Menten.
Uit een van die onderzoeken (het rapport-Wiarda) bleek dat Van Agt op 9 november wel op de hoogte was gesteld over de komende arrestatie van Menten, maar dat de nota ongelezen op zijn bureau was blijven liggen.

### Lezing Leeuwarden
Van Agt werd tijdens het debat van 17 november 1976 voortdurend geïnterrumpeerd. Dat bracht hem vier dagen later bij een lezing in Leeuwarden tot de slotsom dat het debat "niet zuiver" gevoerd werd. Hij betichtte de diverse woordvoerders ervan dat ze er slechts op uit waren om hem voor het oog van de tv-camera's (het debat werd rechtstreeks uitgezonden) schade toe te brengen en betitelde hun optreden tot "Actie beschadiging lijsttrekker CDA, hoofdstuk 1" (in oktober was hij namelijk door de drie confessionele partijen KVP, ARP en CHU voorgedragen om de eerste lijsttrekker te worden van het kersverse CDA bij de komende Tweede Kamerverkiezingen).

### Tweede debat

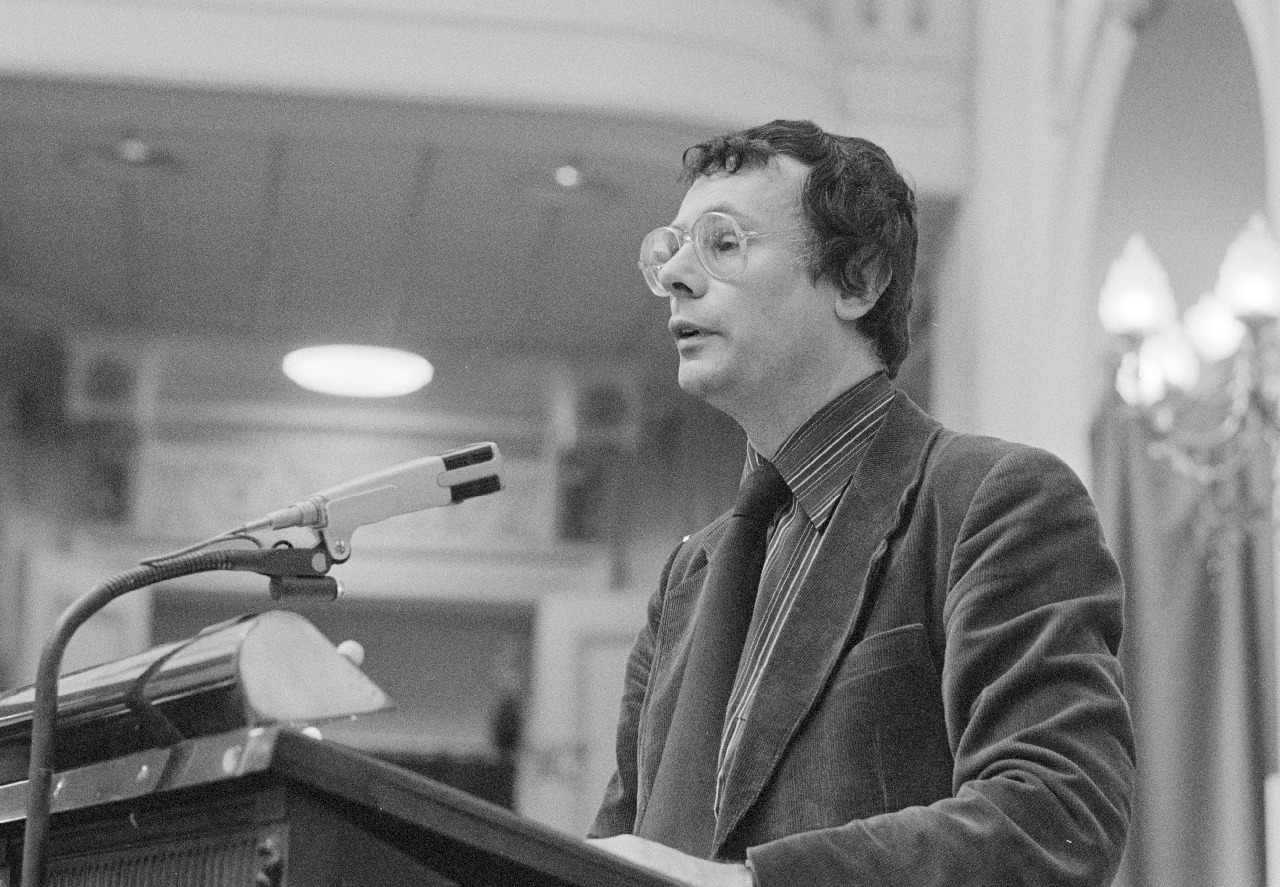
Interpellatie door Aad Kosto

De onderzoeken die Van Agt bij het eerste debat had toegezegd waren verschenen en in een commissie van de Tweede Kamer besproken. Tijdens het afsluitend Tweede Kamerdebat over de affaire, op 23 februari 1977, had Van Agt zich goed voorbereid en toonde hij kennis van zaken over het gevoerde beleid.  PvdA-woordvoerder Aad Kosto had de minister laten weten dat zijn partij hem niet zou wegsturen. Als reden gaf Kosto op dat door een gedwongen aftreden van minister Van Agt het hele kabinet-Den Uyl zou vallen. Letterlijk zei Kosto:
Er is twijfel gerezen aan de bekwaamheid van de minister om dit departement te leiden. Maar wij zouden het politiek onverantwoordelijk vinden om op die grond het werk, dat nog staande deze kabinetsperiode moet worden gedaan, in gevaar te brengen. Ziedaar onze afweging. In het openbaar! Wij bedrijven het politiek métier. De heer Van Agt zal verder moeten leven met zijn aversie [tegen de politiek]. En wij met hem.
Van Agt reageerde furieus op deze bijdrage en zei dat als de PvdA dan werkelijk zo weinig vertrouwen had in hem als minister van Justitie, de enige weg die te bewandelen viel, het indienen van een motie van afkeuring was. Kosto ging niet op die suggestie in. De zaak wierp zijn schaduw vooruit op de kabinetsformatie van 1977, waarbij bleek dat het vertrouwen tussen PvdA en CDA onder meer door deze affaire duchtig was aangetast.
Van Agts verdediging in het Menten-debat was voorbereid door zijn ambtenaar, de latere hoogleraar Cees Fasseur, die tijdens het debat tussen twee vuren zat, omdat hij zijn minister niet kon afvallen, maar ook een connectie had met Kosto, die met hem op het Stedelijk Gymnasium Leiden had gezeten.

### Vervolg
De affaire Menten liep dus met een sisser af, maar de verhouding tussen PvdA en het toekomstige CDA was zeer verslechterd. Een maand later, 22 maart 1977, viel het kabinet bij de kabinetscrisis over grondpolitiek.